# قسم ويسيان الريفي (مقاطعة دورة)
قسم ويسيان الريفي (بالفارسية: دهستان ویسیان) هي منطقة ريفية تقع في ناحية ويسيان (مقاطعة دورة) في إيران. يقدر عدد سكانها بـ 6,131 نسمة .